# فیلارت کولسا

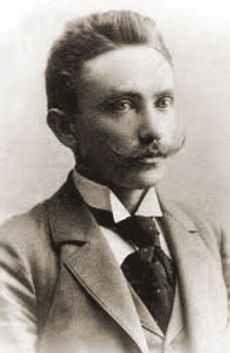
نگاره‌ای از فیلارت میخایلوویچ کولسا، زادهٔ ۱۸۷۱

فیلارت میخایلوویچ کولسا (به اوکراینی: Філарет Михайлович Колесса) مردم‌نگار، توده‌شناس، منتقد ادبی، و آهنگساز اهل اوکراین بود. در سال ۱۸۷۱ در روستای تاتارسک (روستای پیشچانه در استان لووف امروزی) متولد شد. وی از سال ۱۹۰۹ عضو انجمن علمی شفچنکو و پایه‌گذار موسیقی شناسی قومی اوکراینی بود. وی در سال‌های ۱۸۹۱ تا ۱۸۹۲ در وین شاگرد آنتون بروکنر بود و در سال ۱۸۹۶ تحصیل خود را در دانشگاه لووف به پایان برد و به تدریس در مدارس لووف مشغول شد. وی در سال ۱۹۱۸ مدرک دکترای خود را در رشته زبان‌شناسی تاریخی از دانشگاه وین دریافت کرد. از سال ۱۹۳۹ استاد دانشگاه لووف شد، و از سال ۱۹۴۰ مدیر موزه ملی مردم نگاری لووف و مدیر بخش لووف در مؤسسه مطالعات هنری، مدیر بخش توده‌شناسی و مردم‌نگاری آکادمی علوم اوکراین شد. او در روز ۴ فوریه ۱۹۴۷ درگذشت و در لووف به خاک سپرده شد.